# کوت عبدالله (خوزستان)
کوت عبدالله، شهری در بخش مرکزی شهرستان کارون در استان خوزستان ایران است. این شهر، مرکز شهرستان کارون است.
این شهر در تاریخ ۶ دی ۱۳۹۱ از ادغام روستاهای کوت عبدالله، استیشن، خزامی، درویش‌آباد، شریعتی یک، کوت نواصر، کوی منتظری، گاومیش‌آباد، گندمکار و هادی‌آباد تشکیل شد.

## پیشینه
کوت عبدالله نام منطقه‌ای در جنوب بخش شرقی شهر اهواز مرکز استان خوزستان ایران است. نام منطقه‌ای در باختر شهر اهواز مرکز استان خوزستان ایران است. این منطقه که جمعیت ۵۰هزار نفری را در دل خود جای داده‌است، شامل ۲۰ شهرک و روستای متصل و منفصل از هم است که در دو طرف مسیر جاده اهواز-آبادان (اتوبان آیت‌الله بهبهانی) به صورت طولی امتداد یافته‌است. کوت عبدالله که به عنوان یکی از شاهرگ‌های ورودی کلانشهر اهواز نیز قلمداد می‌شود.
منطقه کوت عبدالله تا قبل از شهر شدن در محدوده شهرداری منطقه پنج اهواز قرار داشت.

## پیشینه نام
کوت عبدالله از ترکیب دو واژه کوت (گوت) و عبدالله است؛ کوت (گوت) واژه‌ای از فارسی میانه پهلوی است که پس از ورود اعراب در زمان خلیفه دوم به مرزهای ایران ساسانی از ایرانیان عراق فراگرفته و وارد زبان عربی شد. این واژه هنوز از زبان برخی اقوام قدیمی خوزستان شنیده می شود ساکنان کوت عبدالله، قنواتی ها ؛حیاتی ها و کردونی ها می بوده اند که بعد از قیام زندیه وارد این منطقه شده اند از آنجا که عبدالله بزرگ خاندان قنواتی ها بوده و آدم سرشناسی می‌بود آن محله را قدیمی ها به کوت عبدالله می شناخته اند 

## محدوده
منطقه کوت عبدالله از شمال به پل ششم اهواز، از جنوب به ابتدای جاده آبادان، از شرق به جاده صنایع فولاد و از غرب به رودخانه کارون منتهی می‌شود.

## وجه تسمیه
روایت اول: بعد از نابودی زندیه و به قدرت رسیدن مجدد سلسله میرزایان طباطبایی بهبهانی در سال‌های اولیه حکومت قاجاریه رخ داد باعث شد که عدهٔ زیادی از افراد طایفه قنواتی به مناطق مختلف کوچ کنند که در این میان هفت خانواده بزرگ در منطقه کنونی سکنی گزیدند با توجه به اینکه بزرگ این خانواده‌ها فردی به نام عبدالله نام داشت این منطقه پس از مدتی به کوت عبدالله شهرت پیدا کرد. با توجه به روایات محلی مردم کوت عبدالله و قدیمی بودن این روایت صحت آن انکار ناپذیر است و هم‌اکنون هم کوت عبدالله به قنواتی‌ها شناخته می‌شود.
روایت دوم: عبدالله فرزند ارشد شیخ خزعل معروف به شیخ محمره (خرمشهر) بود. وی در سال ۱۹۲۵ میلادی به همراه سایر اعضای کمیته قیام سعادت خوزستان که در حمایت از قانون اساسی مشروطه تشکیل شده بود شامل سردار اسعد بختیاری، امیر مجاهد بختیاری، سرهنگ ارغون (فرمانده سپاه قجری در خوزستان و چند تن دیگر از سران لر منطقه اندیمشک، توسط رضا شاه دستگیر شد. این منطقة یکی از پرجمعیت‌ترین محلات عرب‌نشین اهواز است. این منطقه بیشتر جمعیت خود را از عشایر جنگ‌زده دشت سوسنگرد دارد.
ترکیب قومی این منطقه مرکب از اقوام عرب (از طوایف مختلف) و اقوام دیگر است.
گفته می‌شود عبدالله فرزند ارشد شیخ خزعل معروف به شیخ محمره (خرمشهر) بود. وی در سال ۱۹۲۵ میلادی به همراه سایر اعضای کمیته قیام سعادت خوزستان که در حمایت از قانون اساسی مشروطه تشکیل شده بود شامل سردار اسعد بختیاری، امیر مجاهد بختیاری، سرهنگ ارغون (فرمانده سپاه قجری در خوزستان و چند تن دیگر از سران لر منطقه اندیمشک، توسط رضا شاه دستگیر شد. این منطقة یکی از پرجمعیت‌ترین محلات عرب‌نشین اهواز است. این منطقه بیشتر جمعیت خود را از عشایر جنگ‌زده دشت سوسنگرد دارد. در اهواز نام مناطق دیگری نیز به شیخ خزعل منتسب می‌شوند، همچون باغ شیخ [خزعل]، خزعلیه، بازار عبدالحمید که نام یکی از فرزندان شیخ خزعل در مرکز شهر اهواز است.

## مشکلات کوت عبدالله
این منطقه از لحاظ امکانات شهری و بهداشتی دارای پایین‌ترین سطح رفاه می‌باشد. و سطح آب رسانی خیلی کم که با روشن کردن پمپ خانگی هستند برخوردار هستند آب آشامیدنی هم بدون تصفیه درست و قابل آشامیدنی می‌باشند که این مناطق از خرید آب آزاد برخوردارند
در این مناطق فاضلاب شهری به صورت روباز وجود دارد و از ایگو برخوردار نیست با وجود جمعیت ۵۰ هزار نفری و دریافت مالیات از مردم آن و مستقل شدن هزینه‌های شهر پیش پا افتاده‌ترین امکانات رفاهی در آن موجود نمی‌باشد و مسئولان برای رسیدگی اقدام نمی‌کنند

## جاده کوت عبدالله
اتوبان امام علی (ادامه آیت‌الله بهبهانی) معروف به جاده کوت عبدالله به عنوان طولانی‌ترین اتوبان شهری خوزستان، که روزانه شاهد تصادفات مرگباری است و مشکلاتی نظیر تاریکی این محور و سد معبر نیز بر کابوس رانندگی در این جاده افزوده‌است. این اتوبان که بی شک پرترددترین نقطه اهواز به‌شمار می‌رود، مناطق پر رفت‌وآمد با تراکم بالای جمعیتی همانند کوت عبدالله، چهار راه راه امام خمینی، پاداد، اسلام‌آباد و تقاطع شهید کجباف (شهید بندر سابق و چهارشیر اسبق) را به هم متصل می‌کند و به نوعی محلی است که مسافران شهرستان آبادان نیز از آن عبور می‌کنند. این اتوبان از مشکلات فراوانی رنج می‌برد که گذر ایام نه تنها این معضلات را کاهش نداده که بر تعدا آن‌ها افزوده‌است.

## گاومیش آباد
گاومیش آباد قبلاً گلشن نام داشته‌است و از سال ۱۳۸۴ «کوی شهید محسن» نامگذاری شده‌است محله ای کم برخوردار در محاصرهٔ کوی درویشیه، کوی چمران و کوت عبدالله بوده و از طرفی نیز به ساحل کارون راه دارد. دارای سه مسجد بزرگ که یکی از آن‌ها در حال تأسیس بوده و دیگر امکان مذهبی آن به صورت فصلی و دائم دایر می‌باشند و یک قبرستان با مقبره ای متبرک نیز است.
گاومیش آباد در حدود سال ۱۳۴۲ به‌طور رسمی تأسیس شده‌است. زمانی که سیل در ۶ بهمن ۱۳۴۷ در شهرها و روستاهای استان خوزستان خسارات فراوانی وارد کرد، اطراف رودخانه کارون در اهواز بر اثر بارش شدید باران و طغیان این رودخانه در آب فرومی‌رود، و این محله که در حاشیه رودخانه کارون واقع است دچار خسارت و خرابی زیادی می‌شود.

## مدارس
از جمله قدیمیترین مدارس این منطقه مدرسهٔ فرهنگ سابق بود که بعدها نام آن به نبوت در زمان انقلاب اسلامی تغییر یافت هچنین مدرسه صائب که نام آن در ابتدای انقلاب اسلامی ایران به شهید صمدی تغییر یافت این مدرسه در ابتدای کوت عبدالله کنونی قرار داشته و درخت چناری بلند که معلوم نیست به‌درستی چند سال قدمت دارد در وسط این مدرسه قرار گرفته بود. شاید بتوان گفت این مدرسه یکی از قدیمیترین مدارس در آن ناحیه اهواز باشد و به حدود سال ۱۳۳۰ بر می‌گردد.

## مشاهیر
- كمال سلمان العنزى، ۱۳۵۶ از عرب‌های ایرانی فیلسوف، الهی‌دان، زبان‌شناس و مترجم

- محمد امیر، نماینده مردم اهواز،باوی،حمیدیه و کارون در مجلس دوازدهم شورای اسلامی از اهالی کوت عبدالله.